# بيندكت غانيش سينغ
بيندكت غانيش سينغ (بالإنجليزية: Benedict Singh)‏ هو كاهن كاثوليكي غياني، ولد في 2 ديسمبر 1927 في Buxton, Guyana ‏ في غيانا، وتوفي في 12 سبتمبر 2018 في جورج تاون في غيانا.